# ناحیه نادزالادوی
ناحیه نادزالادوی (به لاتین: Nadzaladevi District) یک منطقهٔ مسکونی و ناحیه شهری در گرجستان است که در تفلیس واقع شده‌است. ناحیه نادزالادوی ۱۵۴٬۵۰۰ نفر جمعیت دارد. 